# 皇甫琳 (北朝)
皇甫琳（483年—558年7月26日），字洛起，安定郡朝那县（今宁夏回族自治区固原市彭阳县）人，北魏、东魏及北齐政治人物，直阁将军、员外散骑侍郎，历任鎮東將軍、金紫光禄大夫、顺阳太守、广州大中正等职，卒于天保九年六月廿三日（公历558年7月26日）。

## 家庭
父亲皇甫洪度，司徒府参军事、鲁阳邑中正、陇东太守，诏赠涇州刺史，皇甫琳是他的次子；祖父皇甫奇是北地太守、秦州刺史。